# Zonnekroon
De zonnekroon (Silphium perfoliatum) is een vaste plant uit de composietenfamilie (Asteraceae of Compositae). De soort komt van nature voor in Noord-Amerika en is in Nederland verwilderd.

## Beschrijving
De plant wordt tot drie meter hoog en heeft vierkante stengels met lange internodiën. De lancetvormige, behaarde, tegenoverstaande bladeren zijn middelgroen en hebben een getande bladrand. De bladparen aan de stengel zijn met elkaar vergroeid en op deze manier kleine kopjes vormen waarin dauw en regenwater zich verzamelen. Deze eigenschap leidt tot de naam cup plant, die veel voorkomt in Engelssprekende landen. Door deze eigenschap is de soort aangepast aan droge locaties, omdat deze in droge tijden de watervoorraad kan gebruiken.
De zonnekroon bloeit vanaf juli tot september. De bloeiwijze is een 6 tot 8 cm groot hoofdje met buisbloemen en gele straalbloemen.
De platte vrucht is een 9-15 × 6–9 mm groot en 1 mm dik nootje.

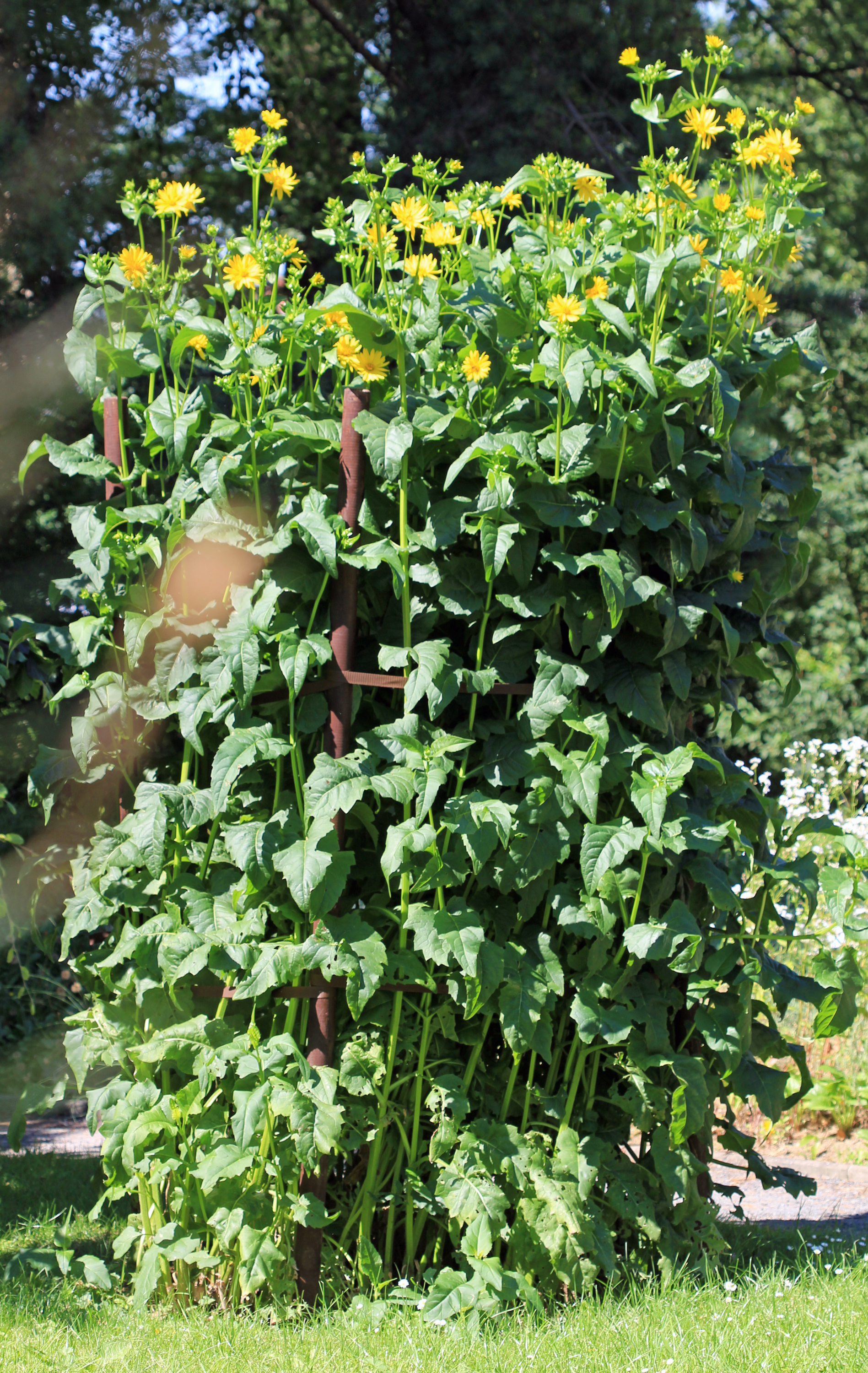
Plant
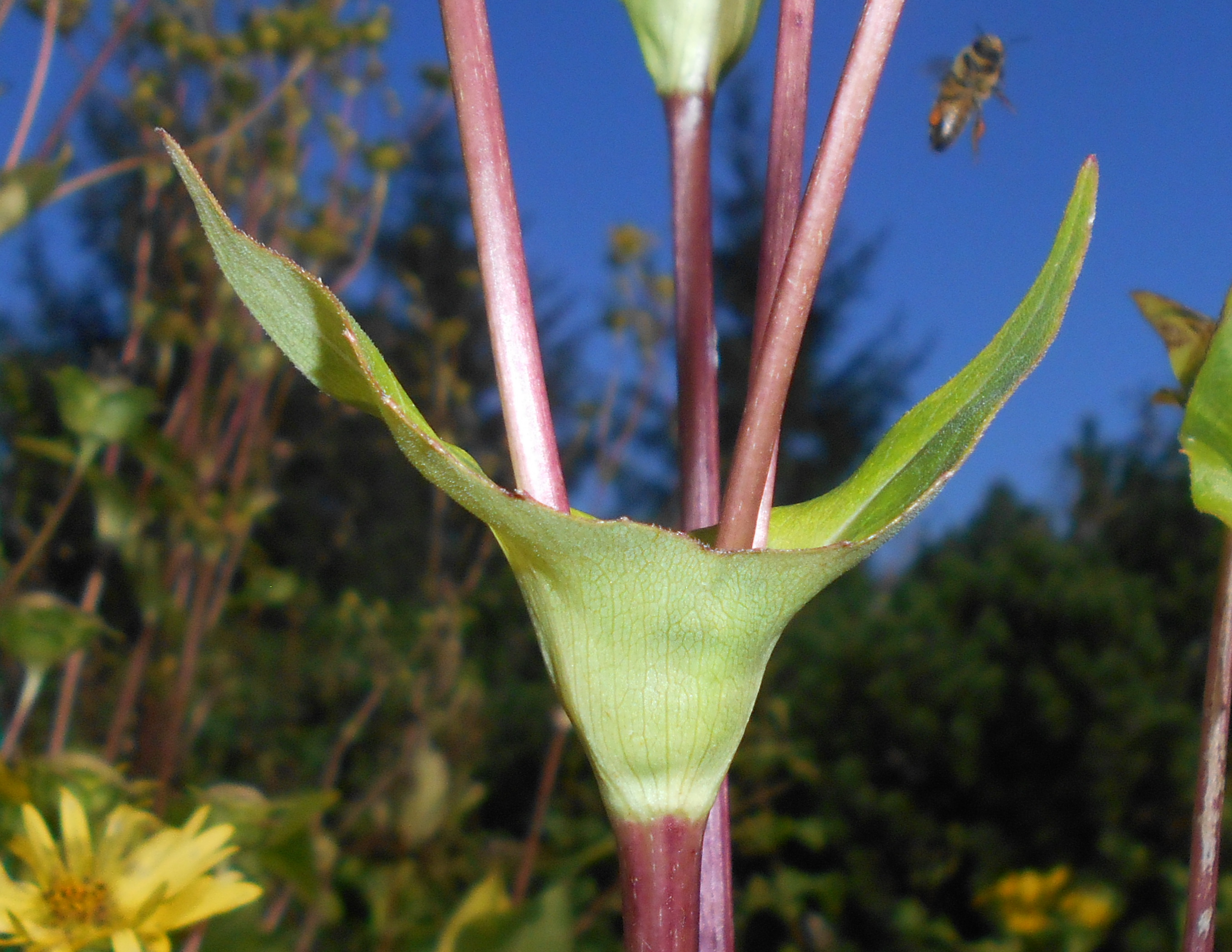
Kopje
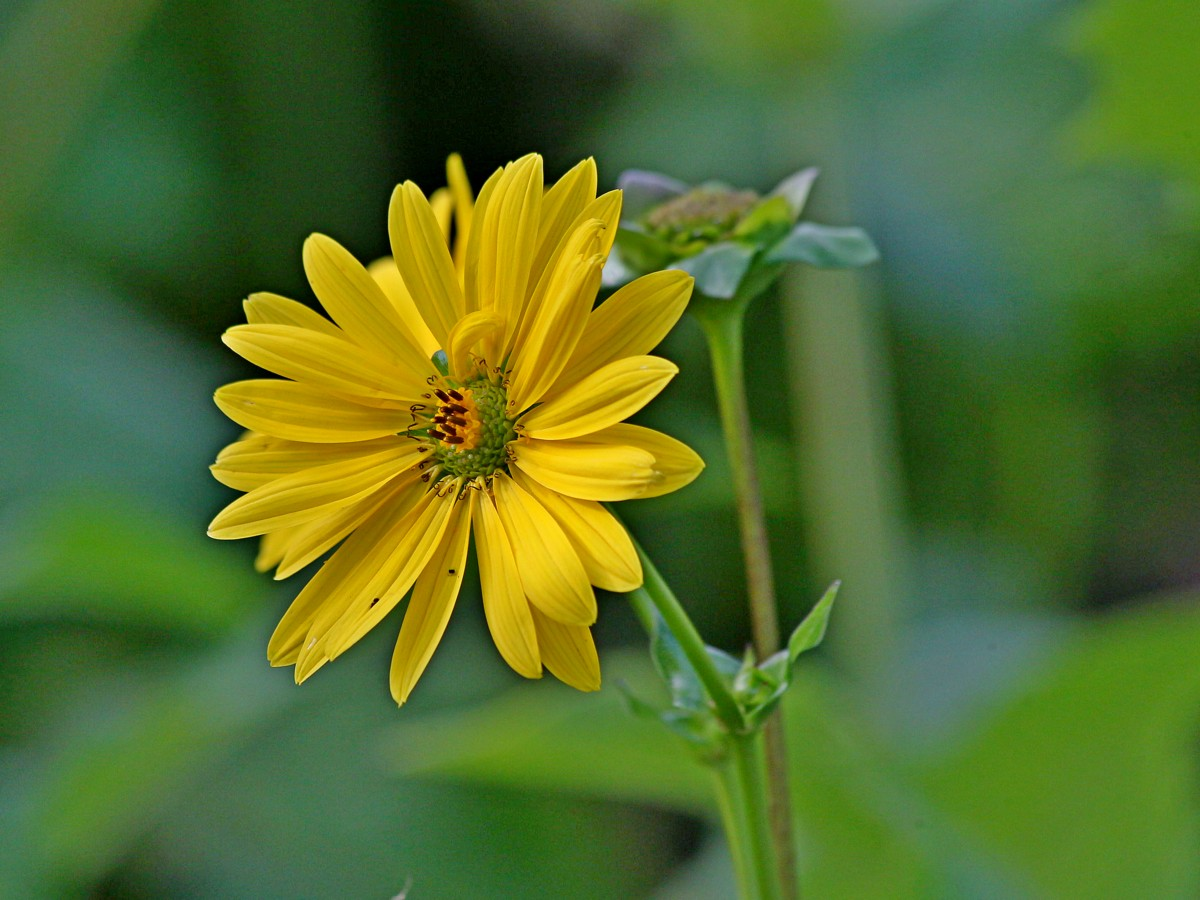
Hoofdje
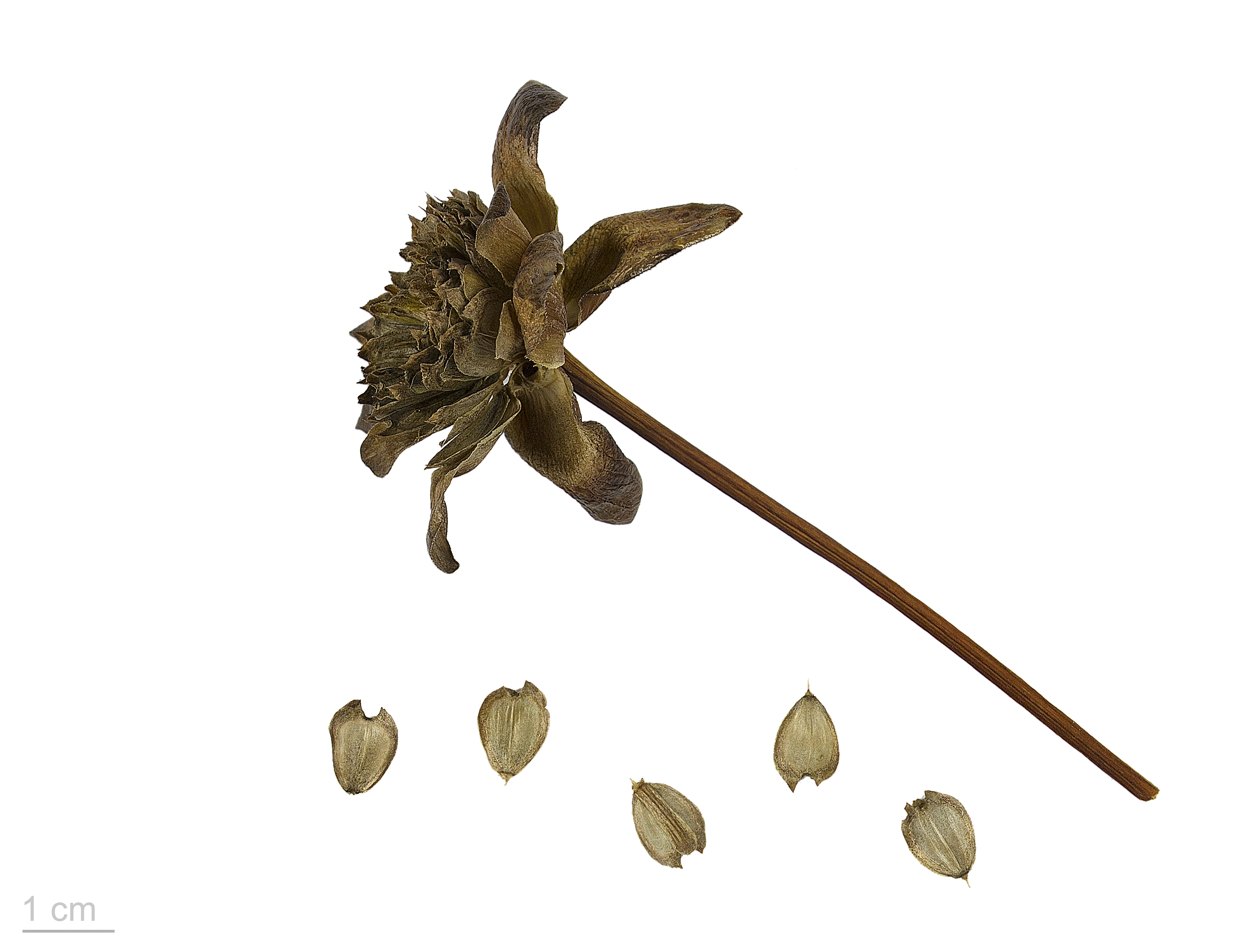
Vruchten